# Taison
Taison Barcellos Freda (Pelotas, 17 de janeiro de 1988), mais conhecido como Taison, é um futebolista brasileiro que atua como ponta-esquerdo e meio-atacante. Atualmente está no PAOK.

## Carreira

### Início
Taison cresceu ao lado de mais onze irmãos, no bairro Navegantes, periferia de Pelotas. Cedo passou a treinar no Progresso, time local. No começo de 2005, aos 17 anos, fez um teste no Internacional mas foi dispensado após 10 minutos. Voltou a Pelotas e se destacou em uma partida entre o Progresso e Inter, com vitória dos pelotenses por 3-2, pelo estadual de juvenis. Depois da partida, recebeu um convite para treinar no Inter.

### Internacional
O atleta estreou como titular em 2008, conquistando naquele ano a Copa Sul-Americana. Em 2009, começou a se destacar por seus gols, velocidade e habilidade, tanto que foi o artilheiro do Campeonato Gaúcho e da Copa do Brasil, onde marcou sete gols.
Porém, a partir do segundo semestre de 2009, seu futebol acabou caindo muito de produção, fazendo Taison amargar a reserva na grande maioria dos jogos do Inter. Com a chegada do técnico Celso Roth, Taison aos poucos recuperou suas boas atuações e com sua habilidade e velocidade, foi uma das peças fundamentais no título da Copa Libertadores de 2010.

### Metalist Kharkiv

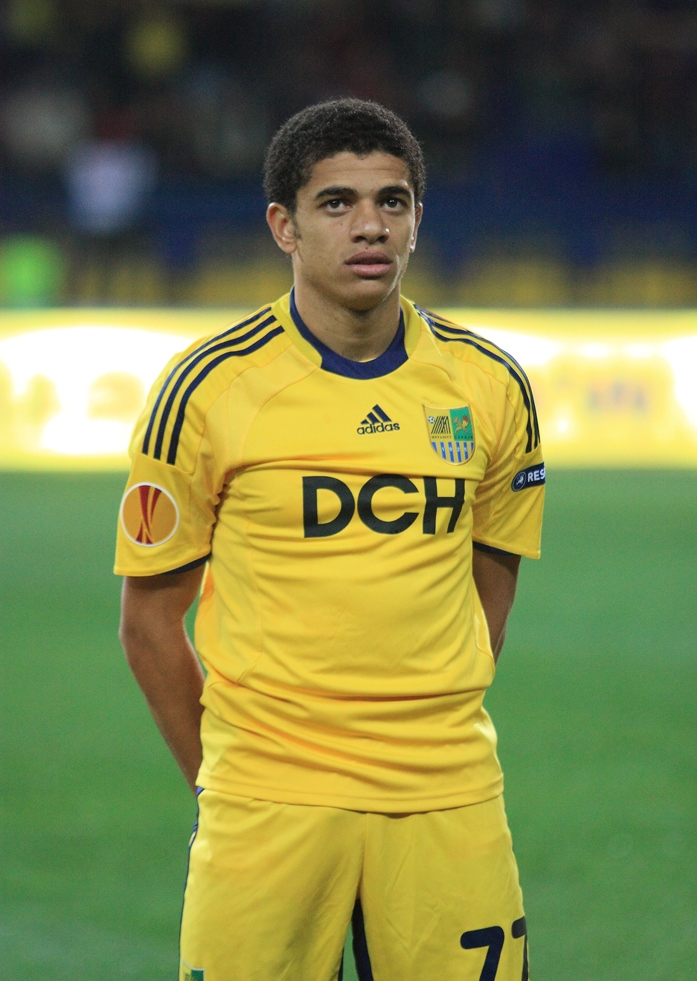
Taison no Metalist Kharkiv.

No dia 25 de agosto de 2010 foi confirmada a venda por 13,4 milhões de Taison ao futebol da Ucrânia, mais precisamente o Metalist Kharkiv, mesmo time de Cleiton Xavier (ex-Internacional e Palmeiras). Também recebeu propostas de clubes da França e da Alemanha, rejeitadas pelo Internacional por serem inferiores aos bons valores oferecidos pelo Metalist.
Em janeiro de 2011, Taison recebeu o prêmio de melhor contratação do futebol ucraniano superando nomes como Cleiton Xavier, André, Willian, Douglas Costa, entre outros.
Em 8 de novembro de 2012, Taison fez um gol contra o Rosenborg da Noruega, com repercussão internacional devido a sua semelhança com um gol do holandês Marco Van Basten, na final da Eurocopa de 1988. No mesmo jogo, ele também deu a assistência para o segundo gol na vitória por 3-1.

### Shakhtar Donetsk

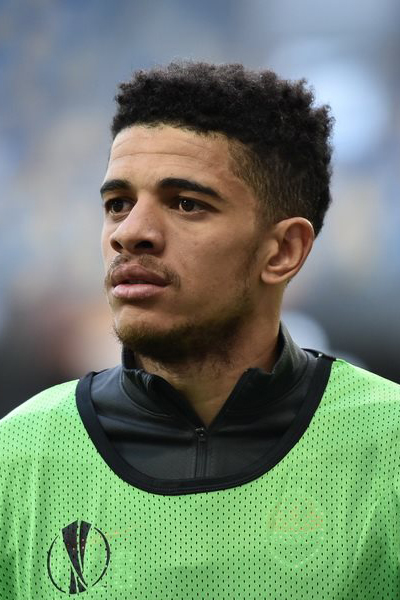
Taison no Shakhtar Donetsk.

No dia 11 de janeiro de 2013 acertou com o Shakhtar Donetsk por 15 milhões de euros, frustrando o Chelsea, que tinha interesse no jogador. Ele fez sua estreia pelo Shakhtar na Liga dos Campeões da UEFA contra o Borussia Dortmund em um empate em 2-2 no dia 13 de fevereiro de 2013. Ele marcou seu primeiro gol pelo Shakhtar e foi eleito o melhor em campo no empate em 3-3 contra o Metalurh Zaporizhya, no dia 19 de maio de 2013, marcando o gol de empate aos 92 minutos. Taison marcou em uma vitória por 3-0 sobre o Chornomorets Odessa na final da Copa da Ucrânia de 2012-13. Em 10 de julho de 2013, Taison marcou em uma vitória por 3-1 sobre o Chornomorets na Supercopa da Ucrânia.
Em novembro de 2019, ele foi expulso após reagir a um suposto ato racista, sendo punido por um jogo de suspensão. No mesmo ano, conquistou o prêmio de melhor jogador do Futebol Ucraniano, feito que se repetiria também em 2020, com o tetracampeonato do Shakhtar.

### Retorno ao Internacional
Em 26 de março de 2021, assinou um pré-contrato válido por dois anos com o Internacional. Faz a sua estreia dia 5 de maio em uma goleada de 6 a 1 contra o Olímpia, pela fase de grupos da Libertadores.
Fez seu 1° gol pós retorno ao colorado em 8 de agosto de 2021, na goleada de 4 a 0 sobre o Flamengo na 14a rodada do Campeonato Brasileiro, após uma bela arrancada desde o campo de defesa do Internacional, fintando os defensores da equipe carioca e finalizando para o gol de Diego Alves.
No clássico Grenal no dia 6 de novembro do mesmo ano, em partida válida pelo Campeonato Brasileiro, Taison decidiu a partida quando, aos 40 minutos do primeiro tempo, recebeu um belo cruzamento de Edenilson e finalizou de cabeça no canto do goleiro Gabriel.  Foi seu primeiro gol marcado contra o rival.
Taison terminou a 2022 com 34 jogos dos 62 compromissos no ano e somou quatro gols e quatro assistências. Ele ficou ausente em 45% dos jogos, enfrentou problemas pessoais e sofreu duas lesões musculares. Envolveu-se no episódio da greve dos jogadores por atraso nos pagamentos.
Em 7 de janeiro de 2023, Taison teve seu contrato rescindido com o Internacional. Após o ocorrido, o jogador participou de uma live com o ‘streamer’ Paivinha e desabafou sobre a situação que vinha vivendo no Colorado, além de seus desentendimentos com presidente da equipe gaúcha.

### PAOK
Em 14 de janeiro de 2023, Taison foi anunciado pelo clube grego PAOK, com contrato válido por um ano e meio.
Foi de Taison o gol do título do Campeonato Grego de 2023-24. Ele marcou o segundo gol, na vitória por 2x1, fora de casa, contra o Aris. Este foi o quarto título grego da história do clube. Taison também terminou o campeonato como líder de assistências, com um total de 10.

## Seleção Brasileira
Em 22 de agosto de 2016, Taison seria convocado pelo técnico Tite para as partidas eliminatórias da Copa de 2018, contra Equador e Colômbia. Apesar de considerado uma surpresa na lista, Taison se considerava "pronto para jogar na seleção". Na partida contra os colombianos em 6 de setembro de 2016, Taison estreou com a camisa verde-amarela, substituindo aos 41 minutos do segundo tempo, o então palmeirense Gabriel Jesus.
Em 13 de junho de 2017, marcou um gol na Seleção Australiana, numa partida que terminou 4-0 para a Seleção Brasileira. Em 14 de maio de 2018, foi convocado para disputar a Copa do Mundo FIFA de 2018.

## Títulos
Internacional
- Copa Suruga Bank: 2009
- Copa Libertadores da América: 2010
- Copa Sul-Americana: 2008
- Campeonato Gaúcho: 2008 e 2009

Shakhtar Donetsk
- Campeonato Ucraniano: 2012–13, 2013–14, 2016–17, 2017–18, 2018–19 e 2019–20
- Copa da Ucrânia: 2012–13, 2015–16, 2016–17, 2017–18 e 2018–19
- Supercopa da Ucrânia: 2013, 2014, 2015 e 2017

PAOK
- Campeonato Grego: 2023-24

### Prêmios Individuais
- Melhor Jogador do Campeonato Gaúcho: 2009
- Seleção do Campeonato Gaúcho: 2009
- Melhor Jogador do Futebol Ucraniano: 2018–19 e 2019–20
- Seleção da Liga Europa da UEFA: 2019–20

### Artilharias
- Campeonato Gaúcho: 2009 (15 gols)
- Copa do Brasil: 2009 (7 gols)